# Pirámide pentagonal
Ejemplo
En geometría, una pirámide pentagonal   es una pirámide de base pentagonal sobre la cual se sobresalen cinco caras triangulares que se encuentran en un punto, la cúspide. Al igual que cualquier pirámide, es autodual. Este poliedro tiene 6 caras, 10 aristas y 6 vértices.

## Área y volumen
El área de una pirámide pentagonal de altura {\displaystyle h} y cuya base es un pentágono regular de lado {\displaystyle L} es
{\displaystyle A={\frac {5}{4}}\cdot L\cdot {\frac {L+{\sqrt {L^{2}+4h^{2}(5-2{\sqrt {5}})}}}{\sqrt {5-2{\sqrt {5}}}}}}
Y su volumen es 
{\displaystyle V=L^{2}\cdot h\cdot {\frac {\sqrt {25+10{\sqrt {5}}}}{12}}}

## Sólido de Johnson
La pirámide pentagonal regular tiene una base que es un pentágono regular y caras laterales que son triángulos equiláteros. Es uno de los sólidos de Johnson (J2). Su altura H, medida desde el punto central de la cara pentagonal hasta la cúspide, mide
{\displaystyle H=L{\sqrt {\frac {5-{\sqrt {5}}}{10}}}}

donde L es la longitud de cualquiera de sus aristas. 
El área de la pirámide es 
{\displaystyle A={\frac {L^{2}}{2}}{\sqrt {{\frac {5}{2}}\left(10+{\sqrt {5}}+{\sqrt {75+30{\sqrt {5}}}}\right)}}\approx 3.88554\cdot L^{2}}
Y el volumen es 
{\displaystyle V={\frac {L^{3}}{24}}\cdot (5+{\sqrt {5}})}
Puede considerarse la "tapa" de un icosaedro; el resto del icosaedro forma una pirámide pentagonal giroelongada, J11. Los 92 sólidos de Johnson fueron nombrados y descritos por Norman Johnson en 1966.
De forma más general, una pirámide pentagonal isogonal puede construirse a partir de una base pentagonal regular y 5 lados triangulares isósceles de cualquier altura.

## Poliedros relacionados
| Pirámides | Pirámides  | Pirámides  | Pirámides  | Pirámides | Pirámides  | Pirámides | Pirámides | Pirámides    |
| Digonal   | Triangular | Cuadrada   | Pentagonal | Hexagonal | Heptagonal | Octogonal | Eneagonal | Decagonal... |
| Impropia  | Regular    | Equilátera | Equilátera | Isósceles | Isósceles  | Isósceles | Isósceles | Isósceles    |
| --------- | ---------- | ---------- | ---------- | --------- | ---------- | --------- | --------- | ------------ |
|           |            |            |            |           |            |           |           |              |
|           |            |            |            |           |            |           |           |              |